# One of These Days (песня Эммилу Харрис)
«One of These Days» — кантри-песня, сочинённая американским музыкантом и автором песен Эрлом Монтгомери. Изначально была выпущена в 1972 году в исполнении Джорджа Джонса, но широкую известность получила четырьмя годами позже, став хитом в интерпретации Эммилу Харрис.
Номер появился в очередном альбоме артистки, Elite Hotel (1975), а затем в качестве сингла достиг Топ-5 американского чарта Hot Country Songs и канадского Country Playlist, попутно обеспечив Монтгомери награду BMI Country Awards как автору одной из самых ротируемых кантри-песен года.

## История
Песню «One of These Days» сочинил музыкант Эрл Монтгомери — близкий друг кантри-певца Джорджа Джонса, а также автор и соавтор десятков номеров этого вокалиста, обычно повествовавших об утраченной любви, одиночестве, отчаянии и искуплении. В исполнении Джонса композиция появилась в 1972 году на стороне «Б» его сингла «We Can Make It». Хитом же произведение четыре года спустя сделала Эммилу Харрис.
В прочтении артистки песня поётся от лица женщины, твёрдо намеренной однажды круто изменить собственную жизнь. Не раскрывая детально как её судьба складывается в настоящем, рассказчица лишь говорит о желании уйти (уехать) и рассуждает, кем могла бы стать в будущем, примеряя на себя разные необычные образы (например, женщины, одетой в чёрное, или унесённой своенравным ветром). В любом из них, как полагает героиня, ей больше не придётся скрывать свои чувства, и она наконец обретёт душевный покой.
Композиция вышла в очередном альбоме Харрис, Elite Hotel (1975), а на следующий год в формате сингла с песней «Till I Gain Control Again» на обратной стороне. Номер в итоге достиг Топ-5 американского чарта Hot Country Songs и канадского Country Playlist. Вдобавок Монтгомери, как автор одного из самых ротируемых кантри-треков года, получил награду BMI Country Awards. В 1990 году певица и её блюграсс-команда The Nash Ramblers записали концертную акустическую версию песни, изданную однако лишь в 2021-м на их диске Ramble in Music City: The Lost Concert.

## Оценки и трактовки
Редакторы журнала Cash Box назвали «One of These Days» прелестной кантри-балладой, выделив полный контроль Харрис над голосом и заключив, что понятие «хороший вкус» служит лучшим описанием этого аспекта записи. Кроме того, обозреватели похвалили бэк-вокал, который хотя и следует в эстетике традиционного кантри, но отличается незаурядной подачей, и спрогнозировали неизбежный успех сингла на кантри-радио. В повторной рецензии, тремя неделями позже, сотрудники того же издания охарактеризовали трек как спокойную кантри-балладу о стремлении к лучшей жизни, отметив превосходную вокальную подачу солистки в сочетании с добротным продакшном и аранжировкой, и попутно сообщив, что номер уже получает большие ротации.
Музыкальный критик газеты Los Angeles Times Роберт Хилбёрн, оценивая альбом Elite Hotel, привёл «One of These Days» как одну из наглядных иллюстраций способности Харрис убедительно и страстно транслировать собственные высказывания через работы других авторов — будь то уже многократно записанные ранее композиции или же менее известные — превращая в итоге эти произведения в свои. Упомянутый номер журналист отнёс к песням второго типа, подчеркнув, что трек достаточно душевный и легко запоминающийся, чтобы претендовать на роль сингла.
Обозреватель газеты Daily Record перечислил «One of These Days» в числе наиболее примечательных моментов лонгплея, выделив в песне идеальное сочетание вокала с текстом и описав композицию как «немного тоскливую, немного оптимистичную и очень милую». Аналогично среди лучших номеров на пластинке трек назвала журналистка газеты Wichita Beacon Келли Хэмпфрис, отметив в свою очередь комбинацию высокого и резкого голоса Харрис и превосходной игры Херба Педерсена и Байрона Берлайна на банджо и мандолине соответственно.
Рецензенты журнала Billboard в 1976 году также сочли песню одной из лучших на диске Elite Hotel. Впоследствии в созданной под эгидой данного издания книге The Billboard Illustrated Encyclopedia of Country Music (2007) редакторы включили «One of These Days» в подборку классических записей исполнительницы. Спустя ещё десять лет еженедельник поместил номер на строчку № 5 в собственной десятке лучших песен Харрис, подготовленной критиком Чаком Дофеном, — как часть оставленного певицей «одного из богатейших наследий в истории музыки».
Журналистка Дженнифер Лоулер в своей книге Songs of Life: The Meaning of Country Music (1996) истолковала «One of These Days» как произведение о женщине, которая стремится однажды разорвать несчастливые любовные отношения и начать новую жизнь. Таким образом, согласно Лоулер, песня, наряду с такими композициями как «To Daddy» или «Easy From Now On», является одной из многих работ Харрис, чествующих способность женщин существовать без опоры на мужчин. Данный посыл, по замечанию автора, не типичен для кантри-исполнителей, и потому звучит не только актуально, но и оригинально. В свою очередь исследователь текстов кантри-песен Джон Бакли в книге All that Glitters: Country Music in America (1993) назвал харрисовскую версию «One of These Days» редким для жанра примером утопии будущего, тогда как обычно реальные или вымышленные утопии в кантри-композициях разворачиваются в настоящем или прошлом.
Наконец сама Харрис весной 1978 года называла «One of These Days» своим абсолютным фаворитом среди всех номеров, записанных ей к тому моменту. При этом, по словам солистки, выпуск композиции в качестве сингла стал результатом её персонального выбора (в отличие от треков «Together Again» и «Sweet Dreams» из того же альбома, в отношении которых подобные решения принимала не она). Кроме того, в 1997 году, отвечая на соответствующий вопрос журналиста, певица сообщила, что если бы ей до конца жизни было позволено исполнять только три песни, то «One of These Days» непременно оказалась в числе таковых. Известно также, что данное произведение Монтгомери являлось любимой композицией матери артистки, Юджинии Харрис.

## Позиции в чартах
Еженедельные чарты
| Чарт (1976)                            | Высшая позиция | Прим.  |
| -------------------------------------- | -------------- | ------ |
| США, Billboard, Hot Country Songs      | 3              | [ 22 ] |
| США, Cash Box, Top 100 Country Singles | 1              | [ 23 ] |
| США, Record World, Country Singles     | 1              | [ 24 ] |
| США, Radio & Records, Country Airplay  | 4              | [ 25 ] |
| Канада, RPM, Country Playlist          | 2              | [ 26 ] |

Ежегодные чарты
| Чарт (1976)                                   | Позиция | Прим.  |
| --------------------------------------------- | ------- | ------ |
| США, Billboard, Hot Country Songs             | 21      | [ 27 ] |
| США, Radio & Records, The Country / 76 of '76 | 32      | [ 28 ] |

## Награды
BMI Country Awards
Награда компании BMI авторам наиболее ротируемых кантри-песен года (в период с 1 апреля 1976-го по 31 марта 1977-го).
| Год  | Категория               | Номинант       | Итог   | Прим. |
| ---- | ----------------------- | -------------- | ------ | ----- |
| 1977 | Citation of Achievement | Эрл Монтгомери | Победа | [ 7 ] |

## Музыканты на записи
- Электрогитара: Джеймс Бёртон
- Мандолина: Байрон Берлайн
- Педал-стил: Хэнк Девито
- Банджо: Херб Педерсен
- Бас: Эмори Горди
- Ударные: Джон Уэйр
- Фортепиано: Глен Хардин
- Акустические гитары: Брайан Ахерн и Эммилу Харрис
- Бэк-вокал: Джонатан Эдвардс, Фэйсу Старлинг и Херб Педерсен

## Полезные ссылки
- Харрис исполняет «One of These Days» с The Nash Ramblers (аудио) на YouTube
- «One of These Days» в исполнении Джорджа Джонса (аудио) на YouTube
- Биография Эрла Монтгомери на сайте Alabama Music Hall of Fame